# Ipod Photo

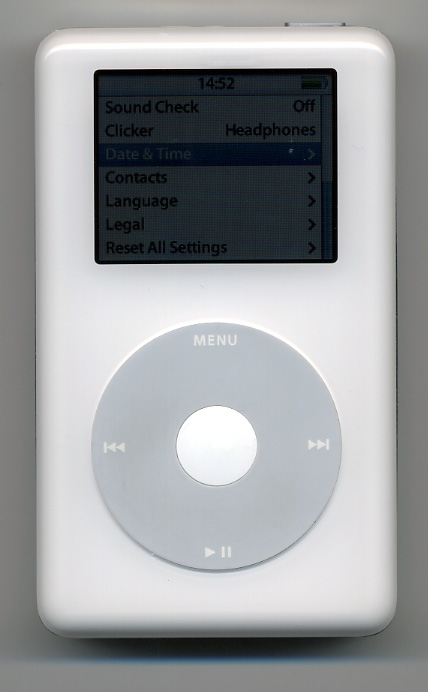
En Ipod photo.

Ipod Photo är en bärbar mediaspelare i produktserien Ipod från Apple Inc.
Spelaren kom ut på marknaden den 26 oktober 2004. Precis som tidigare modeller är den hårddiskbaserad, men en nyhet är att den har en färgskärm, en LCD-skärm som är 220 × 176 pixel stor och kan återge 65 536 färger. Hårddisken rymmer 40 eller 60 gigabyte. I februari 2005 avskaffade Apple modellen med 40 gigabyte och introducerade en modell med 30 gigabyte med ett betydligt lägre pris, samtidigt som de sänkte priset för 60 gigabytemodellen.
Ipod Photo är inte en kamera, men den kan användas för att lagra och visa fotografier tagna med exempelvis en digitalkamera. Den kan visa bilder i flera olika filformat, bland andra JPEG, BMP, GIF, TIFF och PNG. Spelaren visar även skivomslag på skärmen under spelning. Den kan även visa bilderna på en TV-apparat. Enligt Apple räcker batteriet till 15 timmars oavbruten musik eller för att visa bilder i fem timmar.